# Campeonato Mundial de Curling Mixto de 2018
El IV Campeonato Mundial de Curling Mixto se celebró en Kelowna (Canadá) entre el 13 y el 20 de octubre de 2018 bajo la organización de la Federación Mundial de Curling (WCF) y la Federación Canadiense de Curling.

## Tabla de posiciones
| Pos | Grupo A     | G | P | G–P |
| --- | ----------- | - | - | --- |
| 1   | Escocia     | 8 | 0 | –   |
| 2   | Alemania    | 6 | 2 | 1–0 |
| 3   | Turquía     | 6 | 2 | 0–1 |
| 4   | Bielorrusia | 4 | 4 | –   |
| 5   | Italia      | 3 | 5 | 2–1 |
| 6   | Gales       | 3 | 5 | 2–0 |
| 7   | Hong Kong   | 3 | 5 | 1–1 |
| 8   | Inglaterra  | 3 | 5 | 1–0 |
| 9   | Kazajistán  | 0 | 8 | –   |

| Pos | Grupo B        | G | P | G–P |
| --- | -------------- | - | - | --- |
| 1   | Rusia          | 7 | 1 | 1–0 |
| 2   | Dinamarca      | 7 | 1 | 0–1 |
| 3   | Suiza          | 6 | 2 | –   |
| 4   | Finlandia      | 5 | 3 | –   |
| 5   | Australia      | 4 | 4 | –   |
| 6   | Estados Unidos | 3 | 5 | 1–0 |
| 7   | Irlanda        | 3 | 5 | 0–1 |
| 8   | Países Bajos   | 1 | 7 | –   |
| 9   | Brasil         | 0 | 8 | –   |

| Pos | Grupo C         | G | P | G–P |
| --- | --------------- | - | - | --- |
| 1   | España          | 7 | 1 | –   |
| 2   | República Checa | 6 | 2 | –   |
| 3   | Suecia          | 5 | 3 | –   |
| 4   | Estonia         | 4 | 4 | 2–1 |
| 5   | Letonia         | 4 | 4 | 2–0 |
| 6   | Francia         | 4 | 4 | 1–1 |
| 7   | China Taipéi    | 4 | 4 | 1–0 |
| 8   | Polonia         | 2 | 6 | –   |
| 9   | Croacia         | 0 | 8 | –   |

| Pos | Grupo D       | G | P | G–P |
| --- | ------------- | - | - | --- |
| 1   | Noruega       | 6 | 1 | 1–0 |
| 2   | Canadá        | 6 | 1 | 0–1 |
| 3   | Eslovenia     | 4 | 3 | 1–0 |
| 4   | Eslovaquia    | 4 | 3 | 0–1 |
| 5   | Japón         | 3 | 4 | 1–0 |
| 6   | Hungría       | 3 | 4 | 0–1 |
| 7   | Austria       | 1 | 6 | 1–0 |
| 8   | Nueva Zelanda | 1 | 6 | 0–1 |

## Cuadro final
|  | Clasif. a cuartos | Clasif. a cuartos |                 |        | Cuartos de final | Cuartos de final |         |              | Semifinales  | Semifinales |  |  | Final | Final |
|  |                   |                   |                 |        |                  |                  |         |              |              |             |  |  |       |       |
|  |                   |                   |                 |        |                  |                  |         |              |              |             |  |  |       |       |
|  |                   |                   |                 |        |                  |                  |         |              |              |             |  |  |       |       |
|  |                   |                   |                 |        |                  |                  |         |              |              |             |  |  |       |       |
|  | Noruega           | 6                 |                 |        |                  |                  |         |              |              |             |  |  |       |       |
|  | Noruega           | 6                 | República Checa | 4      |                  |                  |         |              |              |             |  |  |       |       |
|  |                   | Suiza             | República Checa | 4      | 4                |                  |         |              |              |             |  |  |       |       |
|  | Suiza             | Suiza             | 7               |        | 4                | Noruega          | 3       |              |              |             |  |  |       |       |
|  | Suiza             |                   | 7               |        |                  | Noruega          | 3       |              |              |             |  |  |       |       |
|  |                   |                   |                 | Canadá | 7                |                  |         |              |              |             |  |  |       |       |
|  | Canadá            | 8                 |                 | Canadá | 7                |                  |         |              |              |             |  |  |       |       |
|  | Canadá            | 8                 | Canadá          | 9      |                  |                  |         |              |              |             |  |  |       |       |
|  |                   | Escocia           | Canadá          | 9      | 5                |                  |         |              |              |             |  |  |       |       |
|  | Eslovenia         | Escocia           | 5               |        | 5                | Canadá           | 6       |              |              |             |  |  |       |       |
|  | Eslovenia         |                   | 5               |        |                  | Canadá           | 6       |              |              |             |  |  |       |       |
|  |                   |                   |                 | España | 2                |                  |         |              |              |             |  |  |       |       |
|  | España            | 6                 |                 | España | 2                |                  |         |              |              |             |  |  |       |       |
|  | España            | 6                 | Alemania        | 7      |                  |                  |         |              |              |             |  |  |       |       |
|  |                   | Alemania          | Alemania        | 7      | 4                |                  |         |              |              |             |  |  |       |       |
|  | Suecia            | Alemania          | 5               |        | 4                | España           | 6       | Tercer lugar | Tercer lugar |             |  |  |       |       |
|  | Suecia            |                   | 5               |        |                  | España           | 6       | Tercer lugar | Tercer lugar |             |  |  |       |       |
|  |                   |                   |                 | Rusia  | 2                |                  |         |              |              |             |  |  |       |       |
|  | Turquía           | 2                 |                 | Rusia  | 2                |                  |         |              |              |             |  |  |       |       |
|  | Turquía           | 2                 | Dinamarca       | 7      |                  |                  | Noruega | 7            |              |             |  |  |       |       |
|  |                   | Rusia             | Dinamarca       | 7      | 11               |                  | Noruega | 7            |              |             |  |  |       |       |
|  | Turquía           | Rusia             | 8               |        | 11               | Rusia            | 8       |              |              |             |  |  |       |       |
|  | Turquía           |                   | 8               |        |                  | Rusia            | 8       |              |              |             |  |  |       |       |

## Medallistas
| Evento       | Oro                                                                           | Plata                                                             | Bronce                                                                                 |
| ------------ | ----------------------------------------------------------------------------- | ----------------------------------------------------------------- | -------------------------------------------------------------------------------------- |
| Equipo mixto | Canadá · Michael Anderson · Danielle Inglis · Sean Harrison · Lauren Harrison | España · Sergio Vez · Oihane Otaegi · Mikel Unanue · Leire Otaegi | Rusia · Alexandr Yeriomin · Mariya Komarova · Daniil Goriachev · Anastasiya Moskaliova |